# 拖乌乡
拖乌乡，是中华人民共和国四川省凉山彝族自治州冕宁县曾经下辖的一个乡。2019年12月，撤销拖乌乡，所属行政区域划归彝海镇管辖。

## 行政区划
拖乌乡撤销前下辖以下地区：
拖乌村、三姑村、黄家坝村和鲁坝村。